# 하트랜드 FC
하트랜드 FC(Heartland FC는 나이지리아 오웨리를 연고로 하는 축구 클럽이다. 과거 "이와냐누 나티오날레"라는 구단명칭을 사용했다.

## 선수 명단

### 현역
참고: FIFA 자격 규정에 따라 소속된 국가대표팀 국기를 표시합니다. 선수는 복수의 FIFA 비회원국 국적을 가지고 있을 수 있습니다.
| 번호 | 포지션 | 국적 | 이름 |
| ---- | ------ | ---- | ---- |

| 번호 | 포지션 | 국적 | 이름 |
| ---- | ------ | ---- | ---- |

## 역대 감독
| 감독              | 임기   |
| ----------------- | ------ |
| 이매뉴얼 아무니케 | 2024 ~ |